# Spiroxya corallophila
Spiroxya corallophila är en svampdjursart som först beskrevs av Calcinai, Cerrano och Bavestrello 2002.  Spiroxya corallophila ingår i släktet Spiroxya och familjen Alectonidae. Inga underarter finns listade i Catalogue of Life.